# Liste der Bodendenkmäler in Kirchham (Landkreis Passau)
Auf dieser Seite sind die Bodendenkmäler in der niederbayerischen Gemeinde Kirchham zusammengestellt. Diese Tabelle ist eine Teilliste der Liste der Bodendenkmäler in Bayern. Grundlage ist die Bayerische Denkmalliste, die auf Basis des Bayerischen Denkmalschutzgesetzes vom 1. Oktober 1973 erstmals erstellt wurde und seither durch das Bayerische Landesamt für Denkmalpflege geführt wird. Die folgenden Angaben ersetzen nicht die rechtsverbindliche Auskunft der Denkmalschutzbehörde.

## Bodendenkmäler in Kirchham
| Lage       | Objekt                                                                                  | Akten-Nr.     | Bild |
| ---------- | --------------------------------------------------------------------------------------- | ------------- | ---- |
| (Standort) | Grabhügel vorgeschichtlicher Zeitstellung.                                              | D-2-7645-0081 |      |
| (Standort) | Weitgehend verebnete vorgeschichtliche Grabhügelgruppe mit drei oder vier Hügeln        | D-2-7645-0082 |      |
| (Standort) | Frühmittelalterliches Reihengräberfeld.                                                 | D-2-7645-0083 |      |
| (Standort) | Siedlung vor- und frühgeschichtlicher Zeitstellung.                                     | D-2-7645-0085 |      |
| (Standort) | Siedlung der Münchshöfener Gruppe.                                                      | D-2-7645-0086 |      |
| (Standort) | Siedlung vor- und frühgeschichtlicher Zeitstellung.                                     | D-2-7645-0087 |      |
| (Standort) | Verebnete Grabhügel vorgeschichtlicher Zeitstellung.                                    | D-2-7645-0089 |      |
| (Standort) | Grabhügel vorgeschichtlicher Zeitstellung.                                              | D-2-7645-0090 |      |
| (Standort) | Villa rustica der mittleren römischen Kaiserzeit. Siedlung des Spätneolithikums. Gräber | D-2-7645-0091 |      |
| (Standort) | Untertägige mittelalterliche und frühneuzeitliche Befunde im Bereich der Kath. Kirche   | D-2-7645-0189 |      |
| (Standort) | Untertägige Befunde und Funde im Bereich des abgegangenen Hofmarkschlosses              | D-2-7645-0194 |      |